# João Faria da Costa
João Guilherme Faria da Costa (São Martinho, Sintra, 6 de Abril de 1906 — Prazeres, Lisboa, 19 de Janeiro de 1971) foi o primeiro arquiteto urbanista português com formação internacional.

## Biografia
Nasceu na freguesia de S. Martinho, em Sintra. Era filho do carpinteiro Guilherme Faria da Costa e de Maria de Jesus Faria, ambos naturais de Sintra (ele da freguesia de Montelavar e ela da freguesia de Santa Maria).
A 27 de fevereiro de 1935, casou civilmente em Lisboa, por procuração (uma vez que residia nessa data em Paris), com a professora Cristina Maria da Silva (Anjos, Lisboa, c. 1905), filha de Francisco Cristino da Silva, natural de Lisboa (freguesia da Pena), e de mãe incógnita. No ato do casamento foi representado pelo pai, Guilherme Faria da Costa. Foram padrinhos de casamento o arquiteto António Reis Camelo e a sua mulher Carolina Coelho dos Reis Camelo.
Diplomado em Arquitectura pela Escola Superior de Belas Artes de Lisboa (ESBAL) em 1936 e em urbanismo pelo Instituto de Urbanismo da Universidade de Paris em 1937.
Morreu em Lisboa, na freguesia dos Prazeres, a 19 de janeiro de 1971.

## Projectos
Destacam-se entre os seus projetos arquitetónicos, os seguintes: 
- Tese de final de curso do Instituto de Urbanismo da Universidade de Paris - Plano de arranjo, embelezamento e extensão da cidade da Figueira da Foz - 1935
- Plano director de Lisboa (1938-1948):
- Plano Geral da Urbanização de Lisboa:
  - Estudo para o Bairro do Restelo (Plano da encosta da Ajuda 1938/40)
  - Estudo para o Martim Moniz (1943)
  - Estudo para o Bairro do Areeiro (1938)
  - Estudo para o Bairro de Alvalade (1945)
- Planos Territoriais:
  - Costa do Sol (Lisboa - Cascais)
  - Faixa Marginal do Tejo - Moscavide a Vila Franca de Xira e do Seixal ao Montijo
  - Concelho de Almada
  - Cova do Vapor
  - Trafaria
  - Costa da Caparica (1947)

Outros estudos
- Planos de Urbanização de:
  - Alcobaça (1938)
  - Portalegre, (c/ Miguel Jacobetty Rosa) (1939-1942)
  - Amadora (1944 e 1949)
  - Chamusca (1945 e 1947)
  - Coruche (1950)
  - Figueira da Foz (1959)
  - Funchal (1959)
  - Pombal (1959)
  - Rio Maior (1959)
  - Luanda (1959)

Projectos de edifícios e Conjuntos arquitetónicos:
- Casa na Praia das Maçãs no Bairro dos Arquitectos (Anos 30)
- Piscina da Praia das Maçãs[4]
- Alfândega do Funchal - Edifício da Capitania do Funchal
- Conjunto Habitacional com Praceta em Carcavelos
- Cinema Carlos Alberto, Portela de Sintra
- Restaurante na curva da Marginal no Jamor
- Edifício "Bloco da Mãe d´Água" no Rato - Lisboa
- Vários Projectos de Habitação económica no Bairro de Alvalade - Lisboa
- Edifício na Av. do Restelo, nº 23 e 23A (projecto conjunto com Fernando Silva) - Prémio Valmor, 1952.[5]
- Edifício urbano na R.Padre António Vieira - Lisboa
- Casa Rustica na Av. Atlantico - Rodizio - Sintra
- Moradia Geminada no Bairro do Restelo
- Edifício na Av. D. Carlos I, n.º 126[6]

## Toponímia
- "Rua Faria da Costa" nas Azenhas do Mar (Sintra)[7]
- "Praça Faria da Costa" no Bairro da Encarnação (Lisboa)[7]